# رشته‌کوه ونج
رشته‌کوه ونج (به لاتین: Vanj Range) یک رشته‌کوه در تاجیکستان است که در ناحیه ونج واقع شده‌است. رشته‌کوه ونج ۵٬۵۸۸ متر بالاتر از سطح دریا واقع شده‌است.